# Iran học

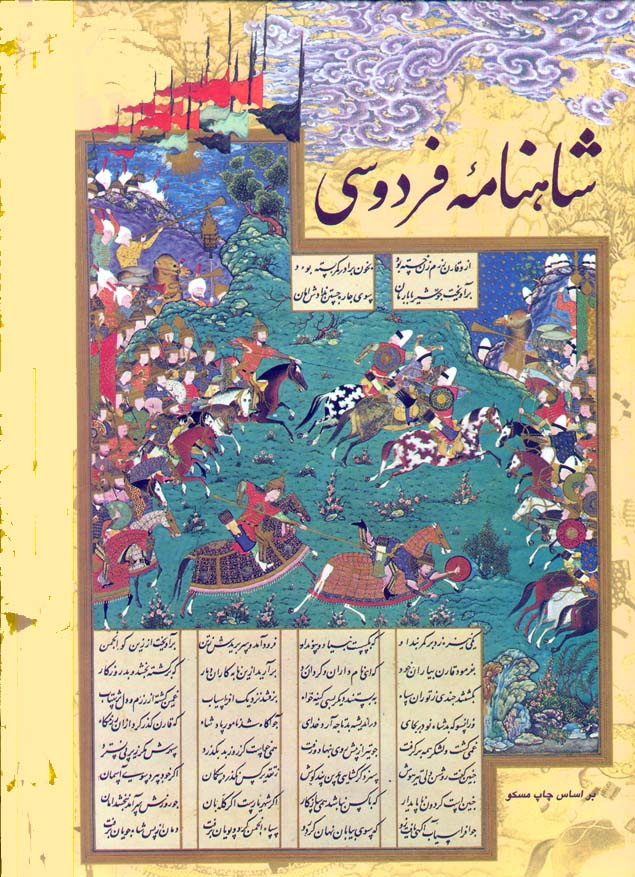
Ferdowsi's Shahnameh

Iran học (tiếng Ba Tư: ايران‌شناسی Īrānšenāsī, theo tiếng Anh là Iranology hoặc Iranistics), là một lĩnh vực liên ngành liên quan đến nghiên cứu về lịch sử, văn học, nghệ thuật và văn hóa của các dân tộc Iran. Nó là một phần của lĩnh vực nghiên cứu rộng hơn, là Đông phương học.
Các nghiên cứu Iran học rộng hơn và khác biệt với các nghiên cứu Ba Tư học, là nghiên cứu về ngôn ngữ và văn học Ba Tư hiện đại. Bộ môn Iran học tập trung vào các xu hướng rộng lớn về văn hóa, lịch sử, ngôn ngữ và các khía cạnh khác của không chỉ người Ba Tư, mà còn một loạt các dân tộc Iran đương đại và lịch sử khác, như người Kurd, Azeri, Lurs, Gilak, Talysh, Tajik, Pashtun, Ossetia, Baluch, Scythia, Sarmatia, Alan, Parthia, Sogdia, Bactria, Mazandaran, v.v.